# Сур (Оман)
Сур (араб. صور‎) — административный центр мухафазы Южная Эш-Шаркия Султаната Оман, а также одноименного вилайета. Расположен в 150 км к юго-востоку от столицы Маската, на берегу Оманского залива. Население 83 763 человек (2020).

## История
К VI веку Сур уже являлся центром торговли с Восточной Африкой. В XVI веке Сур попал под правление португальцев, однако его освободил оманский имам Насыр ибн Муршид, после чего в городе началось экономическое возрождение в качестве торгового центра с Индией и Восточной Африкой. Это продолжалось до середины XIX века, когда Британия запретила работорговлю. После открытия Суэцкого канала город пришёл в упадок. В январе 2007 г. Сур сильно пострадал от циклона Гону.

## Сур сегодня
Сегодня Сур восстановил свою репутацию в качестве центра по строительству лодок местного типа под названием доу, которые используются уже более двух столетий. За это время деревянные корабли поставлялись в Китай, Индию, Ирак и на Занзибар.

## Галерея
- Форт Билад
- Вид на город из Форта Сунайсила
- Форт Сунайсила
- Маяк
- Форт Айга
- Судоверфь по строительству средневековых арабских шхун
- Сторожевые башни
- Набережная Оманского залива

## Климат
Климат в Суре зимой теплый, летом — жаркий. Дожди редкие. Влажность вблизи моря высокая, особенно с мая по сентябрь. Наиболее подходящее время для туризма — с октября по конец марта.
| Показатель                    | Янв. | Фев. | Март | Апр. | Май  | Июнь | Июль | Авг. | Сен. | Окт. | Нояб. | Дек. | Год   |
| ----------------------------- | ---- | ---- | ---- | ---- | ---- | ---- | ---- | ---- | ---- | ---- | ----- | ---- | ----- |
| Средний суточный максимум, °C | 26,4 | 27,4 | 30,9 | 35,8 | 39,9 | 40,1 | 39,5 | 37,1 | 37,6 | 35,1 | 30,7  | 27,6 | 34,0  |
| Средняя температура, °C       | 21,7 | 22,5 | 25,5 | 29,9 | 33,4 | 34,1 | 33,2 | 31,1 | 30,8 | 29,2 | 25,3  | 22,7 | 28,7  |
| Средний суточный минимум, °C  | 16,9 | 17,6 | 20,6 | 25,0 | 28,3 | 29,3 | 28,2 | 26,5 | 25,7 | 24,1 | 20,1  | 17,7 | 23,3  |
| Норма осадков, мм             | 17,7 | 40,3 | 11,1 | 11,0 | 0,5  | 5,8  | 4,1  | 4,8  | 0,0  | 1,0  | 10,0  | 8,2  | 114,5 |
| Источник:                     |      |      |      |      |      |      |      |      |      |      |       |      |       |